# Igor Ruschnikow
Igor Iwanowitsch Ruschnikow (* 19. Januar 1965 in Werchnjaja Pescha) ist ein ehemaliger sowjetisch-kasachischer Boxer im Halbweltergewicht. Er wurde 1989 Sowjetischer Meister, Europameister und Weltmeister. Darüber hinaus ist er Gewinner der Goodwill Games 1986.

## Karriere
Er begann im Alter von 12 Jahren mit dem Boxen und wurde im Laufe seiner Karriere auch Kapitän der Kasachischen Mannschaft in der Sowjetunion. Einer seiner Trainingspartner war Serik Qonaqbajew.
Bereits 1984 gewann er die Sowjetischen Juniorenmeisterschaften in Chișinău und 1985 den UdSSR-Cup in Iwanowo. Bei den Sowjetischen Meisterschaften 1985 und 1986 gewann er jeweils Bronze, nachdem er in den Halbfinalkämpfen jeweils gegen den Weltmeister und mehrfachen Europameister Wassili Schischow ausgeschieden war.
Bei den Goodwill Games 1986 in Moskau gewann er schließlich die Goldmedaille. Er besiegte dabei im Viertelfinale Wilko Säger aus der DDR (5:0), im Halbfinale den späteren Rekordweltmeister Roy Jones junior (4:1) aus den USA und im Finale den Vizeweltmeister Engels Pedroza aus Venezuela (5:0). 1987 gewann er Silber bei den Sowjetischen Meisterschaften in Kaunas, nachdem er erst im Finale knapp mit 2:3 gegen den späteren Olympiasieger Wjatscheslaw Janowski ausgeschieden war. 1988 gewann er bei den Sowjetischen Meisterschaften in Taschkent erneut Bronze, während er im selben Jahr wieder den UdSSR-Cup gewinnen konnte.
1989 wurde er schließlich Sowjetischer Meister, Europameister und Weltmeister. Bei den Europameisterschaften in Athen schlug er dabei Giani Gogol aus Rumänien (4:1), Ioannis Ioannidis aus Griechenland (5:0), Andreas Otto aus der DDR (4:1) und Dariusz Czernij aus Polen (3:2). Bei den Weltmeisterschaften in Moskau hatte er sich gegen den Australier Grahame Cheney (19:7), den Kubaner Candelario Duvergel (22:14), den Jugoslawen Vukašin Dobrašinović (16:3) und erneut Andreas Otto (19:14) durchgesetzt.
Mit einer Amateurbilanz von 163 Siegen aus 185 Kämpfen, wechselte er 1990 zu den Profis und bestritt fünf Kämpfe in den USA, Lettland und Kasachstan, von denen er drei gewann und einen verlor. Ein Kampf endete wertungslos.